# 潘國凱
潘國凱（1979年11月13日—），台灣足球運動員，職司中場，曾效力於台電足球隊。在2012年2月16日台電足球隊和蔚山現代尾浦造船交流賽後，台電足球隊和中華足協為他與涂明楓和江世祿三人舉辦引退儀式。